# Villamuera de la Cueza
Villamuera de la Cueza – gmina w Hiszpanii, w prowincji Palencia, w Kastylii i León, o powierzchni 25,18 km². W 2011 roku gmina liczyła 50 mieszkańców.